# Афанасий Фет
Афанасий Афанасиевич Фет (на руски: Афанасий Афанасьевич Фет) е руски поет, смятан за предшественик на руския символизъм.

## Живот
Афанасий Фет е син на немкинята Каролине Шарлоте Фьот, която малко преди раждането на детето напуска съпруга си Йохан Фьот (Johann Foeth) и последва в Русия богатия дворянин Шеншѝн, за когото се омъжва през 1822 година. Не е ясно дали Афанасий е син на Фьот или на Шеншѝн. Решението на Светата консистория в Орел той да носи името на немския си баща травмира поета през целия му живот, понеже никога не се идентифицира с Фьот. През първите 14 и последните 19 години от живота си Афанасий официално носи фамилното име Шеншѝн, но като поет запазва наложилото се Фет.
От 1838 до 1844 г. Афанасий Фет следва литература в Московския императорски университет. През 1850 г. млада жена на име Мария Лазич, влюбена във Фет, се самоизгаря, понеже по финансови причини не може да се омъжи за него. Това събитие става основа на много от стихотворенията на поета, също и в по-късно време. До 1856 г. Фет служи като офицер и се пенсионира през 1858 г. на 38-годишна възраст. Остатъка от живота си прекарва като помешчик.
В армията Фет се запознава с Лев Толстой, когото дълбоко цени и като свой съсед по имение често посещава.
Смъртта му от сърдечна недостатъчност е предшествана от опит за самоубийство.
Приживе творчеството му не се радва на особена популярност. Голямото му значение за руската поезия се разкрива с времето.

## Творчество

### Поезия
Поезията на Афанасий Фет е проникната от стремежа да се избяга от повседневната действителност в светлото царство на мечтите. Основните му мотиви са любовта и природата. Музикалността на стиховете му е подтикнала мнозина руски композитори да напишат по тях песни.
През 1863 г. излизат събраните стихотворения на Афанасий Фет в 2 тома.

### Преводи
Като преводач Фет се отличава с пресътворяването на творби от:
- Йохан Волфганг Гьоте – „Фауст“ (2 части: 1882 – 1883)
- Фридрих Шилер
- Хайнрих Хайне
- Едуард Мьорике

и на цяла поредица латински поети:
- Хораций – разни творби (1883)
- Ювенал – сатири (1885)
- Катул – стихотворения (1886)
- Тибул – елегии (1886)
- Овидий – „Метаморфози“ (1887)
- Вергилий – „Енеида“ (1888)
- Проперций – елегии (1888)
- Персий – сатири (1889)
- Марциал – епиграми (1891)

В късните си години Фет пише литературни спомени и превежда (1880) силно повлиялата му философска творба „Светът като Воля и Представа“ на Артур Шопенхауер.